# روری دلاپ
روری دلاپ (انگلیسی: Rory Delap؛ زادهٔ ۶ ژوئیهٔ ۱۹۷۶) یک ورزشکار اهل ایرلند است.
از باشگاه‌هایی که در آن بازی کرده‌است می‌توان به باشگاه فوتبال استوک سیتی، باشگاه فوتبال کارلایل یونایتد، باشگاه فوتبال دربی کانتی، باشگاه فوتبال ساوت‌همپتون، باشگاه فوتبال ساندرلند، باشگاه فوتبال استوک سیتی، باشگاه فوتبال بارنزلی، باشگاه فوتبال بارتون آلبیون، و تیم ملی فوتبال جمهوری ایرلند اشاره کرد.
وی همچنین در تیم‌های ملی فوتبال Republic of Ireland U21 Republic of Ireland بازی کرده است.